# Megalochóri (ort i Grekland, Thessalien)
Megalochóri är en ort i Grekland.   Den ligger i prefekturen Trikala och regionen Thessalien, i den centrala delen av landet, 240 km nordväst om huvudstaden Aten. Megalochóri ligger 110 meter över havet och antalet invånare är 1 564.
Terrängen runt Megalochóri är platt åt sydväst, men åt nordost är den kuperad. Runt Megalochóri är det ganska tätbefolkat, med 60 invånare per kvadratkilometer. Närmaste större samhälle är Trikala, 6,3 km väster om Megalochóri. Trakten runt Megalochóri består till största delen av jordbruksmark.